# Varennes-sur-Loire
Varennes-sur-Loire település Franciaországban, Maine-et-Loire megyében. Lakosainak száma 1924 fő (2022. január 1.). Varennes-sur-Loire Chouzé-sur-Loire, Allonnes, Brain-sur-Allonnes, Montsoreau, Parnay, Souzay-Champigny, Turquant és Villebernier községekkel határos.

## Népesség
A település népessége az elmúlt években az alábbi módon változott:
| Lakosok száma | 1726 | 1840 | 1847 | 1896 | 1891 | 1847 | 1839 | 1829 | 1859 | 1924 |
|               | 1968 | 1982 | 1990 | 2006 | 2013 | 2015 | 2017 | 2019 | 2020 | 2022 |